# 1,3,5-Триоксантрион
Хемијско једињење 1,3,5-триоксантрион, или 1,3,5-триоксациклохексан-2,4,6-трион је хипотетични оксид угљеника с формулом C3O6. Може се сматрати цикличним тримером угљен-диоксида (CO2) или као троструки кетон од 1,3,5-триоксана (1,3,5-триоксациклохексана).
Теоретски прорачуни показују да је ова супстанца нестабилна на собној температури (полу-живот мањи од 8 секунди); али да може бити стабилан на -196°C.